# Appenzell
Appenzell er hovedbyen i den schweiziske kanton Appenzell Innerrhoden.
Den har 5600 indbyggere.
Appenzell bruges også som fællesbetegnelse for de to kantoner Appenzell Innerrhoden og Appenzell Ausserrhoden, men disse er fuldt autonome kantoner og deler bortset fra navnet og historien kun sine to stemmer i Stænderrådet. Appenzell var den sidste kanton, hvor kvinder fik stemmeret.
Byen Appenzell er karakteristisk ved sine idylliske gader. Omkring Appenzell findes bjerge som f.eks. Kronberg, Ebenalp, Hohrer Kasten og Santis. Der er mange muligheder for vandreture i området.